# Boston-Marathon 1901
| 5. Boston-Marathon     | 5. Boston-Marathon         |
| ---------------------- | -------------------------- |
| Stadt                  | Boston, Vereinigte Staaten |
| Datum                  | 19. April 1901             |
| Distanz                | 37 – 38,5 Kilometer        |
| Sieger                 |                            |
| Männer                 | Jack Caffery (2:29:23 h.)  |
| ← Boston-Marathon 1900 | Boston-Marathon 1902 →     |
| Website                | Offizielle Website         |

Der Boston-Marathon 1901 war die 5. Ausgabe der jährlich stattfindenden Laufveranstaltung in Boston, Vereinigte Staaten. Der Marathon fand am 19. April 1901 statt. Die Laufdistanz betrug zwischen 37 und 38,5 Kilometer.
Es gewann Jack Caffery in 2:29:23 h.

## Ergebnis
| Platz | Athlet          | Land               | Zeit (h)   |
| ----- | --------------- | ------------------ | ---------- |
| 01    | Jack Caffery    | Kanada             | 2:29:23    |
| 02    | William Davis   | Kanada             | 2:34:45    |
| 03    | Sammy Mellor    | Vereinigte Staaten | 2:44:34    |
| 04    | C. Crimmins     | Vereinigte Staaten | 2:47:15    |
| 05    | John C. Lorden  | Vereinigte Staaten | 2:51:29    |
| 06    | Thomas J. Hicks | Vereinigte Staaten | 2:52:32    |
| 07    | P. Lorden       | Vereinigte Staaten | 2:55:40    |
| 08    | James McAuliffe | Vereinigte Staaten | 2:56:44    |
| 09    | E. Grussel Jr   | Vereinigte Staaten | 3:02:2     |
| 10    | J.J. Kennedy    | Vereinigte Staaten | keine Zeit |